# Haus X1

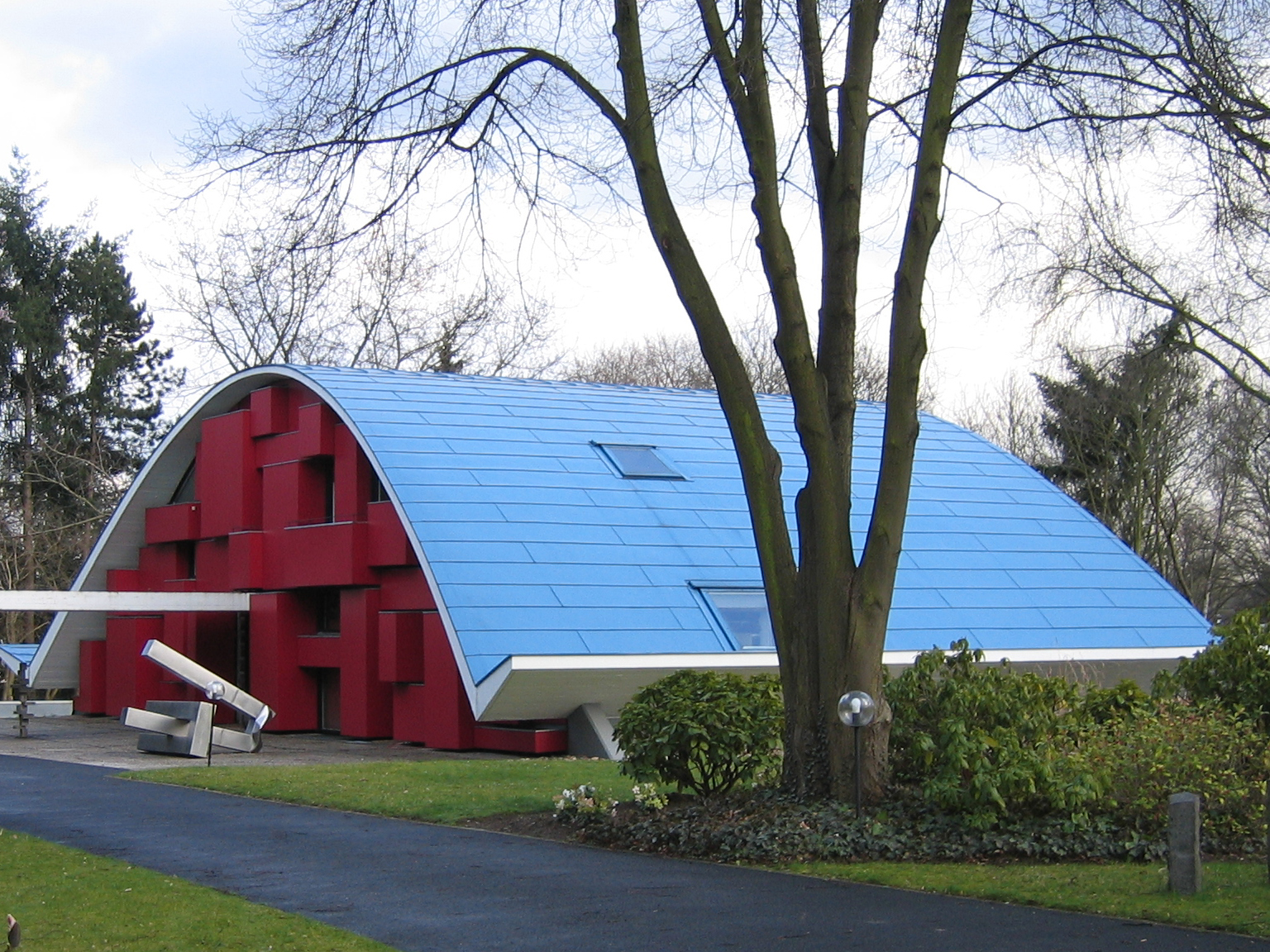
Haus X1

Das Haus X1 in Köln-Hahnwald, Am Zehnpfennigshof 9, ist ein unter Denkmalschutz stehendes Wohnhaus, das der Architekt Peter Neufert als eigenen Wohnsitz 1961–1962 erbaut hat.
Der zweigeschossige Bau wird von einer an den Auflagern leicht aufgekanteten klothoidenähnlichen Stahlbetonschale überspannt, die Tragwerksplanung stammt von Stefan Polónyi. Die Straßenfassade besteht aus unterschiedlich dimensionierten, leicht vorspringenden roten Kuben, die Fenster- und Türöffnungen freilassen. Im Gegensatz dazu ist die Gartenseite integral verglast und wird von einem Bassin flankiert.